# Tizi
Tizi è un comune dell'Algeria, situato nella provincia di Mascara.